# 1529
| [ Edytuj tabelę ]              | |
| Król Polski                    | - 1507 Zygmunt I Stary 1548 |
| Współksiążęta Andory           | - 1515 Joan d’Espés 1530 - 1517 Henryk II 1555 |
| Król Anglii                    | - 1509 Henryk VIII 1547 |
| Władca Azteków                 | - 1526 Andres de Tapia Motelchiuh 1530 |
| Elektor Brandenburgii          | - 1499 Joachim I Nestor 1535 |
| Książę Bawarii                 | - 1508 Wilhelm IV 1550 - 1516 Ludwik X 1545 |
| Sułtan Brunei                  | - 1521 Abdul Kahar 1575 |
| Cesarz Chin                    | - 1521 Jiajing 1566 |
| Król Czech                     | - 1526 Ferdynand I Habsburg 1564 |
| Król Danii                     | - 1523 Fryderyk I 1533 |
| Dalajlama                      | - 1475 Gendun Gjaco 1541 |
| Cesarz Etiopii                 | - 1508 Lybne Dyngyl 1540 |
| Król Francji                   | - 1515 Franciszek I 1547 |
| Król Hiszpanii                 | - 1516 Karol I 1556 |
| Hrabia Holandii                | - 1515 Karol I Habsburg 1555 |
| Szach Iranu                    | - 1524 Tahmasp I 1576 |
| Państwo Wielkich Mogołów       | - 1526 Babur 1530 |
| Władca Inków                   | - 1527 Huascar 1532 |
| Lord Irlandii                  | - 1509 Henryk VIII Tudor 1542 |
| Cesarz Japonii                 | - 1526 Go-Nara 1557 |
| Kalif                          | - 1520 Sulejman I 1566 |
| Patriarcha Konstantynopola     | - 1522 Jeremiasz I 1545 |
| Władca Korei                   | - 1506 Chungjong 1544 |
| Wielki książę litewski         | - 1506 Zygmunt I Stary 1548 |
| Sułtan Maroka                  | - 1524 Abu al-Abbas Ahmad 1545 |
| Książę Mediolanu               | - 1521 Franciszek II 1535 |
| Wielki książę moskiewski       | - 1505 Wasyl III 1533 |
| Król Nawarry                   | - 1516 Henryk II 1555 |
| Król Norwegii                  | - 1523 Fryderyk I 1533 |
| Sułtan Omanu                   | - 1500 Muhammad ibn Isma’il 1529 - 1529 Bakarat ibn Muhammad 1560 |
| Elektor Palatynatu             | - 1508 Ludwik V 1544 |
| Papież                         | - 1523 Klemens VII 1534 |
| Król Portugalii                | - 1521 Jan III 1557 |
| Książę w Prusach               | - 1525 Albrecht 1568 |
| Cesarz Rzymski (niemiecki)     | - 1519 Karol V Habsburg 1558 |
| Kapitanowie Regenci San Marino | - 1528 Girolamo di Giuliano Gozi Girolamo di Evangelista Belluzzi 1529 - 1529 Camillo di Menetto Bonelli Bartolo Belluzzi 1529 - 1529 Lodovico di Pietro Calcigni Antonio di Pietro Tosini 1530 |
| Elektor Saksonii               | - 1525 Jan Stały 1532 |
| Król Szkocji                   | - 1513 Jakub V 1542 |
| Król Szwecji                   | - 1521 Gustaw I Waza 1560 |
| Król Tajlandii                 | - 1491 Ramathibodi II 1529 - 1529 Borommaracha Thirat IV 1533 |
| Sułtan Turków                  | - 1520 Sulejman Wspaniały 1566 |
| Doża Wenecji                   | - 1523 Andrea Gritti 1538 |
| Król Węgier                    | - 1526 Ferdynand I 1564 - 1526 Jan Zápolya 1540 |

Rok 1529 / MDXXIX
stulecia: XV wiek ~
XVI wiek ~
XVII wiek

lata: 1519 «
1524 «
1525 «
1526 «
1527 «
1528 «
1529
» 1530
» 1531
» 1532
» 1533
» 1534
» 1539

## Wydarzenia w Polsce
- 22 stycznia-19 lutego – w Warszawie obradował sejm[1].
- 24 lutego – wskutek wichury zawalił się 50-metrowy drewniany hełm na wieży kościoła św. Elżbiety we Wrocławiu.
- 3 grudnia – pierwszy urząd górniczy w Tarnowskich Górach, do którego zarazem należała administracja miasta i sądownictwo, otrzymał od księcia opolskiego pieczęć i herb.
- 8 grudnia – w Piotrkowie rozpoczął obrady sejm[2].
- 18 grudnia – sejm w Piotrkowie: Zygmunt II August wybrany na króla Polski. Otrzymał tytuł Wielkiego Księcia Litewskiego. Faktyczną władzę królewską zaczął sprawować od 1548 r.
- 24 grudnia – Sejm w Piotrkowie ogłosił inkorporację Mazowsza do Polski.
- 27 grudnia – Zygmunt I Stary przyłączył Mazowsze do Polski.

- Zygmunt I Stary wydał pierwszy statut litewski.

## Wydarzenia na świecie
- 9 lutego – Katedra Bazylejska oraz inne świątynie w mieście zostały sprofanowane przez luterański tłum.
- 19 kwietnia – podczas sejmu Rzeszy w Spirze 6 księstw i 14 miast niemieckich złożyło protest przeciw uchwale zabraniającej przechodzenia na luteranizm, od czego powstała nazwa protestantyzm.
- 22 kwietnia – zawarto hiszpańsko-portugalski układ w Saragossie o podziale stref wpływów, będący dopełnieniem traktatu z Tordesillas z 1494 roku.
- 6 maja – władca Mogołów Babur pokonał wojska afgańsko-bengalskie w bitwie pod Gogrą.
- 26 czerwca – zakończyła się I wojna kappelska między protestanckimi a katolickimi miastami Szwajcarii.
- 26 lipca – królowa Hiszpanii Izabela Portugalska mianowała Francisca Pizarra gubernatorem nowo podbitych terytoriów w Ameryce Południowej.
- 5 sierpnia – został zawarty pokój w Cambrai, kończący wojnę między Niemcami i Hiszpanią a Francją.
- 27 września – I wojna austriacko-turecka: rozpoczęło się oblężenie Wiednia.
- 14 października – I wojna austriacko-turecka: Turcy zakończyli nieudane oblężenie Wiednia.

- Odbył się drugi sejm Rzeszy w Spirze.
- Książęta niemieccy złożyli protest przeciwko potępieniu i zakazowi nauki Marcina Lutra.

## Urodzili się
- Caspar Henneberger – duchowny luterański i kartograf z Prus Książęcych (zm. 1600)

## Zmarli
- 7 stycznia – Peter Vischer starszy, giser i mistrz odlewnictwa (ur. 1460)
- 2 lutego – Baldassare Castiglione, pisarz i dyplomata włoski (ur. 1478)
- 20 kwietnia – Silvio Passerini, włoski kardynał (ur. 1469)
- 21 czerwca – John Skelton, angielski poeta, humanista i wychowawca późniejszego króla Henryka VIII (ur. ok. 1460)
- 6 września – Jörg Blaurock, jeden z założycieli Braci Szwajcarskich w Zurychu (ur. ok. 1492)
- 27 września – Jerzy Wittelsbach, książę Palatynatu, biskup Spiry (ur. 1486)

- Data dzienna nieznana:
  - Jan Albin z Krakowa, duchowny katolicki i wykładowca Uniwersytetu Krakowskiego